# Motos (jeu d'arcade)
Motos est un jeu d'arcade créé par Namco en 1985.

## Description
Motos est sorti sur le système d'arcade Super Pac-Man.

## Système de jeu
Le principe du jeu est de pousser des ennemis hors de la zone de jeu pour remporter la partie.